# Hippeastrum canterai
Hippeastrum canterai là một loài thực vật có hoa trong họ Amaryllidaceae. Loài này được Arechav. mô tả khoa học đầu tiên năm 1899.